# Кривошеев, Юрий Владимирович
Ю́рий Влади́мирович Кривоше́ев (род. 22 мая 1955, Калининград, СССР) — советский и российский историк, специалист по истории древней и средневековой Руси, историографии истории России, исторической географии России, истории Санкт-Петербурга. Доктор исторических наук, профессор.

## Биография
Родился 22 мая 1955 год в Калининграде в семье служащих.
В 1985 году окончил исторический факультет ЛГУ им. А. А. Жданова.
С 1987 года — ассистент, с 1992 года — старший преподаватель, с 1994 года — доцент, с 2003 года — профессор исторического факультета СПбГУ.
В 1988 году защитил в ЛГУ диссертацию на соискание учёной степени кандидата исторических наук по теме «Социальная борьба в Северо-Восточной Руси в XI — начале XIII вв.».
В 2000 году в СПбГУ защитил диссертацию на соискание учёной степени доктора исторических наук по теме «Русь и монголы. Исследование по истории Северо-Восточной Руси XII—XIV вв.».
С 2002 года — заведующий кафедрой исторического регионоведения исторического факультета СПбГУ.
Член Учёного совета СПбГУ и исторического факультета СПбГУ.
Председатель редакционной коллегии серии «Русская библиотека» издательства «Наука» (Санкт-Петербург).

## Основные работы

### Монографии
- Кривошеев Ю. В. О средневековой русской государственности (к постановке вопроса). — СПб., 1995.
- Кривошеев Ю. В. Русь и монголы. Исследование по истории Северо-Восточной Руси XII—XIV вв. — СПб., 1999. (2-е изд. 2003, 3-е изд. 2015)
- Кривошеев М. В., Кривошеев Ю. В. История Российской империи (1861—1894). — СПб.: Лань, 2000. — 198 с. (2-е изд. 2003)
- Кривошеев Ю. В., Рисинская Т. А. М. К. Любавский и его курс исторической географии России. — СПб., 2000.
- Кривошеев Ю. В. Гибель Андрея Боголюбского: историческое расследование. — СПб. Изд-во СПбГУ, 2003. — 240 с. ISBN 5-288-03328-5.
- Кривошеев Ю. В. Древнерусское язычество: популярный очерк. — СПб.: Изд-во СПбГУ, 2005.
- Дворниченко А. Ю., Кривошеев М. В., Кривошеев Ю. В. История древней и средневековой Руси. — СПб., 2005. — 384 с.
- Кривошеев Ю. В. Русская средневековая государственность. — СПб. Изд-во СПбГУ, 2010. — 131 с. ISBN 978-5-288-04463-2
- Кривошеев Ю. В., Соколов Р. А. Александр Невский: эпоха и память. Исторические очерки. — СПб.: Изд-во СПбГУ, 2009. — 240 с. ISBN 978-5-288-04804-3
- Кривошеев Ю. В. Собранное. — СПб., 2010. — 648 с. ISBN 978-5-93615-090-6.
- Кривошеев Ю. В. Государственные люди: статьи и интервью с переселенцами Карельского перешейка. — СПб., 2012. — 240 с. ISBN 978-5-94396-118-2.
- Кривошеев Ю. В., Соколов Р. А. «Александр Невский»: создание киношедевра. Исторические очерки. — СПб.: Лики России, 2012. — 400 с. — 300 экз. — ISBN 978-5-87417-405-7.
- Кривошеев Ю. В. Новгородские арабески. — СПб.: Академия исследования культуры, 2014. — 224 с. — 300 экз. — ISBN 978-5-94396-153-3.
- Кривошеев Ю. В., Соколов Р. А. Александр Невский: Исследования и исследователи / Рец.: Н. Н. Крадин, А. В. Сиренов. — СПб.: Издательство Олега Абышко, 2018. — 368, [32] с. — 300 экз. — ISBN 978-5-95003-529-6.

### Статьи
- Кривошеев Ю. В. Социальная борьба в Северо-Восточной Руси и проблемы генезиса феодализма // Вопросы истории. — 1988. — № 8.
- Кривошеев Ю. В. Введение христианства на Руси и языческие традиции // Советская этнография. — 1988. — № 6 (в соавт.).
- Кривошеев Ю. В. Земский строй Северо-Восточной Руси XII—XV вв. (историографические предпосылки постановки вопроса) // Вестник СПбГУ. — 1994. — Сер. 2. — Вып. 2.
- Кривошеев Ю. В. О становлении государственности в Северо-Восточной Руси в XII — начале XVI вв. // Сословия и государственная власть в России XV-середины XIX вв. Международная конференция — Чтения памяти академика Л. В. Черепнина. — М., 1994.
- Дворниченко А. Ю., Кривошеев Ю. В. Изгнание науки: российская историография в 20-х — начале 30-х гг. XX в. // Отечественная история. — 1994. — № 3. — С. 143—162.
- Кривошеев Ю. В. Становление Великорусской государственности // История России. Народ и власть. — СПб., 1997.
- Кривошеев Ю. В. Традиционное природопользование на Северо-Западе России // Традиционный опыт природопользования в России. — М., 1998.
- Кривошеев Ю. В. Жизнь историка // Беляев И. Д. Лекции по истории русского законодательства. — СПб., 1999.
- Кривошеев Ю. В. Русь и Орда // История России. Россия и Восток. — СПб., 2002.
- Кривошеев Ю. В. Весь Петербург: вехи и этапы петербурговедения // Университетские Петербургские чтения. — СПб., 2002.
- Кривошеев Ю. В., Соколов Р. А. К истории создания кинофильма «Александр Невский» // Новейшая история России: время, события, люди. — СПб., 2010. — С. 281—295.
- Кривошеев Ю. В. «В связи с эвакуацией из района…»: советские переселенцы на Карельском перешейке и начало Великой Отечественной войны // Новейшая история России. — 2011. — № 1. — С. 133—137.
- Кривошеев Ю. В., Мандрик М. В., Соколов Р. А. «Дневник поездки на Чудское озеро» акад. М. Н. Тихомирова // Труды исторического факультета СПбГУ. — 2011. — № 6. — С. 387—406.
- Кривошеев Ю. В., Соколов Р. А. Периодическая печать о фильме «Александр Невский» (1938—1939). Часть I // Новейшая история России. — 2012. — № 1. — С. 178—192.
- Кривошеев Ю. В., Соколов Р. А. Периодическая печать о фильме «Александр Невский» (1938—1939). Часть II // Новейшая история России. — 2012. — № 2. — С. 114—135.
- Кривошеев Ю. В. Документы об аресте С. Ф. Платонова в 1919 г. и М. К. Любавского в 1923 г. // Новейшая история России. — 2013. — № 3 (8). — С. 240—244.
- Кривошеев Ю. В. Научное наследие М. К. Любавского и современность // Труды исторического факультета СПбГУ. — 2013. — № 12. — С. 24—31.
- Кривошеев Ю. В., Соколов Р. А. Феномен национального героя в общественном сознании и идеологии (на примере Александра Невского) // Труды исторического факультета СПбГУ. — 2013. — № 15. — С. 43—57.